# Wostotschny (Kirgisistan)
Wostotschny (kirgisisch Восточный) ist eine Siedlung städtischen Typs im Oblus Batken (Kirgisistan) mit 10.458 Einwohnern (Stand 2022).
Der Ort erhielt 1970 den Status einer Siedlung städtischen Typs. Die Siedlung ist keinem Rajon unterstellt. Diese Aufgaben werden von der Stadtregierung der rajonfreien Stadt Sülüktü übernommen.

## Bevölkerung
| Jahr | Einwohner |
| ---- | --------- |
| 1970 | 01.758    |
| 1979 | 03.566    |
| 1989 | 06.592    |
| 1999 | 07.989    |
| 2009 | 09.632    |
| 2022 | 10.458    |